# قرخ بلاغ (كوثر)
قرخ بلاغ هي قرية في مقاطعة كوثر، إيران. عدد سكان هذه القرية هو 66 في سنة 2006.